# Ring frei
Ring frei – czwarty album studyjny niemieckiej piosenkarki LaFee, wydany na CD w Niemczech, Austrii i Szwajcarii 2 stycznia 2009 roku nakładem EMI i Capitol Records. Promowały go dwa single: „Ring frei”, wydany 21 listopada 2008 roku i „Scheiss Liebe”, wydany 6 marca 2009 roku.
Album był nagrywany w okresie od czerwca do września 2008 roku w studiu La Hacienda na hiszpańskiej wyspie Ibiza. Wszystkie piosenki na albumie zostały napisane i skomponowane przez LaFee, Boba Arnza i Gerda Zimmermanna.

## Lista utworów
Opracowano na podstawie materiału źródłowego.
| Nr  | Tytuł utworu      | Długość |
| --- | ----------------- | ------- |
| 1.  | „Intro”           | 1:12    |
| 2.  | „Ring frei”       | 3:48    |
| 3.  | „Eiskalter Engel” | 3:51    |
| 4.  | „Ein letztes Mal” | 3:45    |
| 5.  | „Scheiss Liebe”   | 3:42    |
| 6.  | „Ich bin ich”     | 4:49    |
| 7.  | „Angst”           | 3:09    |
| 8.  | „Hand in Hand”    | 4:22    |
| 9.  | „Nur das Eine”    | 4:04    |
| 10. | „Lieber Gott”     | 5:22    |
| 11. | „Was hat Sie”     | 3:48    |
| 12. | „Normalerweise”   | 3:54    |
| 13. | „Danke”           | 4:22    |
|     |                   | 50:08   |

## Twórcy
Opracowano na podstawie materiału źródłowego.
Zespół LaFee w składzie
- LaFee – wokal
- Ricky Garcia – gitara
- Goran Vujic – gitara basowa
- Klaus Hochhäuser – instrumenty klawiszowe
- Tamon Nüssner – perkusja

Muzycy dodatkowi
- Gerd Zimmermann – gitara
- Wolfgang Filz – perkusja
- Marko Bussian(inne języki) – fortepian
- S.L.O.W. (Symphonic Lab, Orchestra, Warsaw) – orkiestra

Produkcja
- Bob Arnz(inne języki) – produkcja muzyczna, miksowanie, muzyka, teksty
- Gerd Zimmermann – produkcja muzyczna, programowanie, inżynieria, muzyka, teksty
- LaFee – muzyka, teksty
- Wolfgang Filz – programowanie, inżynieria
- Marco Bussian – programowanie, inżynieria
- Christoph Siemons – miksowanie
- Peter Siedlaczek – aranżacja
- Manfred Honetschläger – oprzyrządowanie

## Notowania na listach przebojów
Notowania tygodniowe
| Lista (2009)                        | Pozycja |
| ----------------------------------- | ------- |
| Austria (Ö3 Austria Top 40)         | 5       |
| Francja (SNEP)                      | 185     |
| Niemcy (Offizielle Deutsche Charts) | 6       |
| Szwajcaria (Alben Top 100)          | 21      |

## Certyfikaty
| Region                 | Certyfikat |
| ---------------------- | ---------- |
| Austria (IFPI Austria) | złoto      |